# Luňáky
Luňáky jsou přírodní rezervace poblíž města Janovice nad Úhlavou v okrese Klatovy na katastrálním území Dolní Lhoty a Novákovic. Oblast spravuje Agentura ochrany přírody a krajiny ČR. Důvodem ochrany jsou poslední zbytky slatinných luk v povodí Úhlavy a ochrana posledních hnízdišť a tahové lokality chráněných a ohrožených druhů živočichů v tomto území.